# Armata Corsa
Armata Corsa était un groupe armé nationaliste corse créé en 1999. Il est soupçonné d'avoir été fondé par François Santoni et Jean-Michel Rossi, assassinés depuis à quelques mois d'intervalles. Au cours de sa période d'activité, entre 1999 et 2001, le mouvement commet plusieurs attentats et menace de mener des attaques sur le continent, notamment à Paris et à Strasbourg. Ce mouvement s'inscrit en rupture avec le Front de libération nationale de la Corse, le principal mouvement de libération du nationalisme corse et s'oppose au processus de Matignon, c'est-à-dire aux négociations entre le gouvernement français et les nationalistes corses. Dans le cadre d'une rivalité entre les divers mouvements nationalistes corses et de l'implication du gang de la Brise de mer dans ces luttes, plusieurs membres d'Armata Corsa sont tués entre 2000 et 2001 comme Santoni (le 17 août 2001) et Rossi (le 7 août 2000), les principaux membres du groupe. Ces meurtres seraient dus à l'opposition d'Armata Corsa à l'implantation du gang de la Brise de mer dans certaines régions comme la Balagne, ce qui aurait entraîné une alliance entre ce gang et le FLNC, opposant politique à Armata Corsa. Plus généralement, ces rivalités s'intègrent dans une évolution du mouvement nationaliste clandestin corse, qui entretient des liens de plus en plus forts avec des organisations criminelles comme la Brise de mer. En outre, Dominique Marcelli et Jean-Christophe Marcelli sont retrouvés criblés de balles dans une voiture en feu le 21 août 2001, quelques jours après la mort de Santoni. Dans les semaines et les mois qui suivent, ce sont successivement Nicolas Montigny (5 septembre 2001), Nicolas Gros (26 octobre 2001), Jean-Jacques Navarra et Pierre Martelli (13 décembre 2001) qui sont assassinés, tous membres d'Armata Corsa,. Dans le cadre des assassinats des frères Marcelli, Jacques Mariani et Joseph Menconi, membres du gang de la Brise de mer, ont été jugés en juin 2006 au tribunal de Créteil (Val-de-Marne). Ils nient toute implication dans cette affaire.
Le mouvement Presenza Naziunale était considéré comme la vitrine légale d'Armata Corsa.
Le film Une vie violente, sorti en 2017 et réalisé par Thierry de Peretti, raconte le parcours d'un jeune étudiant cultivé de Bastia versant dans le radicalisme politique au sein de l'organisation Armata Corsa.